# Reliance Motion Picture Corporation
Reliance Motion Picture Corporation (ou The Reliance Film Company) est une société de production de cinéma américaine, créée le 22 octobre 1910, et active jusqu'en 1916.
Ses bureaux étaient à New York.
Ses productions étaient distribuées par Motion Picture Distributing and Sales Company, puis par Mutual Film Corporation et enfin par Triangle Film Corporation. Cette dernière société rachètera Reliance en 1917.